# Albert Haynesworth
Albert Haynesworth, III (født 17. juni 1981 i Hartsville, South Carolina, USA) er en tidligere amerikansk football-spiller, der spillede som nose tackle. Han spillede i mange år i NFL, hvor han primært var tilknyttet Tennessee Titans, der var hans hold i hele syv sæsoner.
Haynesworths præstationer er to gange, i 2007 og 2008, blevet belønnet med udtagelse til NFL's All-Star kamp, Pro Bowl.